# Banda sonora

Dues maneres d'enregistrar la banda sonora d'una pel·lícula: densitat variable (esquerra) i amplada variable (dreta).

Banda Sonora Original (BSO), en anglès original soundtrack (OST), de vegades simplement soundtrack, com també se la coneix molt sovint en l'argot cinematogràfic, o simplement banda sonora –significant en aquest cas alguna versió o part– és el conjunt de veus, sons d'ambient i música que acompanyen una pel·lícula. Normalment, però, i amb algunes rares excepcions, el terme al·ludeix només a la música d'un film. Des d'un punt de vista musical, s'entén com a banda sonora original aquella música tant vocal com instrumental composta expressament per a una pel·lícula, complint com a funció la de potenciar aquelles emocions que les imatges per si soles no són capaces d'expressar.

## Tipus
La banda sonora d'una pel·lícula és confegida, essencialment, amb quatre recursos sonors: 
- La paraula: L'ús més freqüent n'és el diàleg articulat per la presència física d'uns intèrprets que parlen. Però cal no oblidar altres aplicacions com la "veu en off", discurs en tercera persona i sense presència del narrador en la imatge que, sobretot, s'empra en l'estructura temporal del "flash back". La paraula és també present en les lletres dels musicals.
- La música: Sovint apareix com a complement de les imatges, excepte en els musicals o en biografies de compositors on la música n'és la protagonista. La música de context és quan se sent la música d'un aparell musical que apareix o s'escolta en una escena.
- Els sorolls: Acompanyen les imatges.
- El silenci: La pausa o l'absència de sons condiciona una determinada situació, sovint d'angoixa. El silenci és emprat dramàticament.

El so real és el constituït per tots els sons produïts per aquells objectes i persones que formen part de l'acció que contemplem en la pantalla. El so real pot ser: 
- Sincrònic: A la vegada que veiem una imatge sentim els sons que produeix.
- Asincrònic: el so que escoltem no correspon a la imatge que veiem, però correspon a objectes o persones de la narració o descripció, presents a l'escena però fora del camp de la càmera.
- El so subjectiu: tal com és escoltat segons un dels personatges de la narració.
- El so expressiu: Quan tots els sorolls són produïts per elements que no pertanyen pròpiament a la realitat que es descriu o narra. Pot ser en superposició amb el so real, o en substitució d'ell.

La música sol emprar-se: 
- En substitució d'un so real
- En substitució d'un so pensat o recordat per un personatge
- Continuació d'un crit o soroll
- Subratllar estats psicològics
- Com a "leitmotiv"
- Com a ambient de fons

En el seu sentit més físic, la banda sonora pot ser de tres tipus: magnètica, òptica o digital.
Banda Sonora Magnètica: Una o diverses bandes d'enregistrament magnètica discorren per les vores de la tira de pel·lícula. En ser llegides aquestes línies per un aparell en sincronia amb la projecció, es generen els sons d'una manera semblant a com ho faria un lector de cassettes (vegeu Cinta magnètica).
Bandes Sonora Òptica: Són zones de foscor i llum en un o dos costats de la cinta del film. Les diferents intensitats de llum, es converteixen després en impulsos elèctrics creant el conjunt de la banda sonora.
Banda Sonora Digital: Els sistemes de so digital estan basats en punts sobre la pel·lícula que es converteixen per diversos mètodes, alguns encara experimentals, en so.

## Història

### Inicis
Els primers intents d'incorporar la banda sonora a les pel·lícules es basaven en el funcionament a la vegada, amb els problemes consegüents, d'un projector cinematogràfic i un fonògraf. En realitat, en moltes de les millors sales de projecció ja existia l'acompanyament musical, normalment proporcionat per un piano. També es presentaven els films o es narraven per algú del mateix local cinematogràfic o per algun dels actors o realitzadors en les projeccions més destacades. Si alguna cinta perdia interès per part del públic, a vegades se l'animava amb números musicals o actuacions de tota mena, abans, durant o després de la projecció.

### El cronòfon
Un altre avanç significatiu es va donar amb la creació del cronòfon, amb el qual es va aconseguir una millor sincronia entre les cançons que produïa el fonògraf i les imatges, encara que tenia errades molt apreciables en el so parlat. El sistema encaria notablement la producció fílmica i la guerra de 1914 va parar gairebé totalment la seva utilització.

### Les primeres produccions sonores
Investigacions de les companyies estatunidenques General Electric i Western Electric, creen sistemes per a posar so en la mateixa pel·lícula, destacant al principi el sistema Vitaphone que va fer que la Warner Bros sortís del sot en el qual queia amb el cinema mut. Així es van crear les primeres pel·lícules sonores, amb música però sense parla. El mateix El cantant de jazz (1927) no era parlat, sinó "cantat". En l'any següent es va presentar Lights of New York (1928) que si era totalment sonora. D'aquesta manera, i amb predominants de la música i el so, les grans companyies del cinema es van llençar a una producció desenfrenada de pel·lícules amb cançons, musicals completament i fins i tot amb ball o només de ball.

### El cinema sonor
Cap a finals dels anys vint, va arribar el cinema sonor i els consegüents sistemes de doblatge. Per a no perdre al públic que no entenia anglès, al principi, i fins que el doblatge es va perfeccionar i va abaratir, les pel·lícules musicals van ser les més lucratives, com per exemple "Cantant sota la pluja". Per altra banda, el fet que el cinema, pràcticament des dels seus començaments, estigués acompanyat per música (pianistes, orquestra o Wurlitzers), va significar amb l'arribada del so en tot un problema i després en una de les aportacions més completes a l'estètica del cinema.
Les primeres pel·lícules sonores sempre tenien la música en forma d'obertura, cançons i alguna música sortint de llocs versemblants (ràdios, orquestres, etc.). La gran pregunta era: D'on surt la música, com es creurà el públic una pel·lícula on la música no surt de cap lloc? Per això, si una escena romàntica necessitava música de violí, es realitzava l'escena en un parc, perquè al principi aparegués el violinista en una presa. Aquest fet, per a alguns capritxós, va durar fins entrats els anys 40, quan Hitchcock va decidir no utilitzar música en una de les seves pel·lícules perquè: D'on podria provenir aquesta enmig del mar? Al que David Raksin, el compositor, li va respondre: D'on venen les càmeres?
La música al cinema comença realment amb l'obra d'aquells europeus exiliats que arriben als Estats Units buscant treball, i ho aconsegueixen en el naixent cinema sonor. Korngold,  Steiner, Waxman, Tiomkin són noms recordats per tota la història del cinema.

## Apogeu i decadència de les BSO
Encara que des dels anys 60 la música del cinema va començar a funcionar com una finalitat comercial per a vendre discos (especialment després de l'èxit dels Beatles), la majoria dels films no van deixar de tenir bandes sonores "incidentals", fent de complement a l'acció dramàtica. Això van fer compositors que havien arribat a fer obres mestres en els anys anteriors, realitzant ara aportacions interessants, però potser menys valorades. Aquest és el cas de Bernstein, Raksin i Bernard Herrmann.
En els últims 30 anys alguns compositors de renom li han donat noves valoracions per part del públic a les bandes sonores (com John Williams, Jerry Goldsmith, Hans Zimmer, James Newton Howard, Danny Elfman, James Horner o Ennio Morricone).

## Estructura
Una banda sonora sol tenir la següent estructura:
- Tema d'entrada/inici: és el tema que inicia la pel·lícula o la sèrie. Opening o Main Title, en anglès.
- Música de fons: són el conjunt de temes que representan el total de la composició d'una banda sonora. Poden ser instrumentals o cantats. També poden trobar-se temes d'autors diferents a l'autor de la banda sonora (compositor); a aquest tipus de cançons se les anomena cançons inserides.
- Tema final: sol ser el tema o canço que sona al final juntament amb els crèdits.